# نوئوا ایمپریال
نوئوا ایمپریال (به اسپانیایی: Nueva Imperial) یک شهرستان در شیلی است که در استان کاتین واقع شده‌است. نوئوا ایمپریال ۷۳۲٫۵ کیلومتر مربع مساحت و ۲۹٬۳۶۶ نفر جمعیت دارد و ۲۰ متر بالاتر از سطح دریا واقع شده‌است.